# Cessna 175
Il Cessna 175 Skylark è un velivolo a quattro posti, motore singolo e ad ala alta prodotto da Cessna tra il 1958 e il 1962.

## Storia del progetto
Il Cessna 175 fu progettato per divenire una giusta via di mezzo tra il Cessna 172 e il più veloce Cessna 182. Il Cessna 175 è dotato di O-300 che eroga 175 cavalli, lo stesso montato sul 172. Tra il 1958 e il 1962 furono prodotti e venduti circa 2000 esemplari di 175.

## Tecnica
La struttura del 175 è di metallo principalmente alluminio la fusoliera è semi-monoscocca. I carrelli d'atterraggio per 175 sono sorretti da una struttura a triciclo.

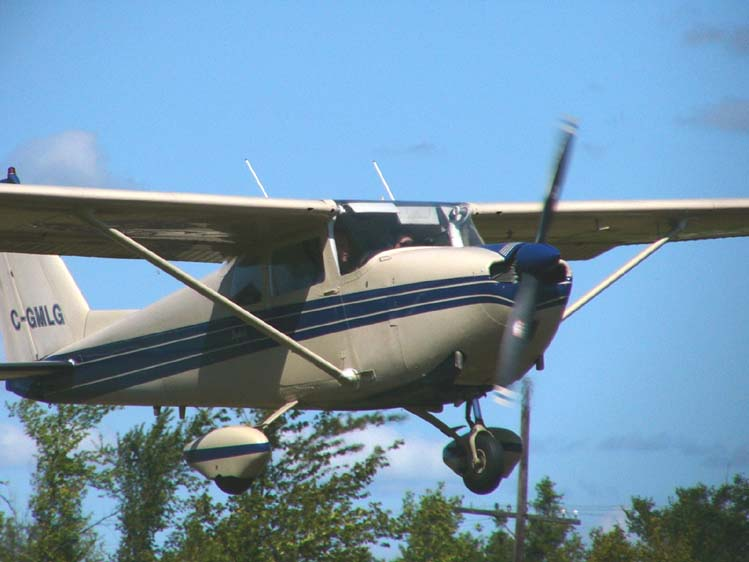
Cessna 175

## Varianti

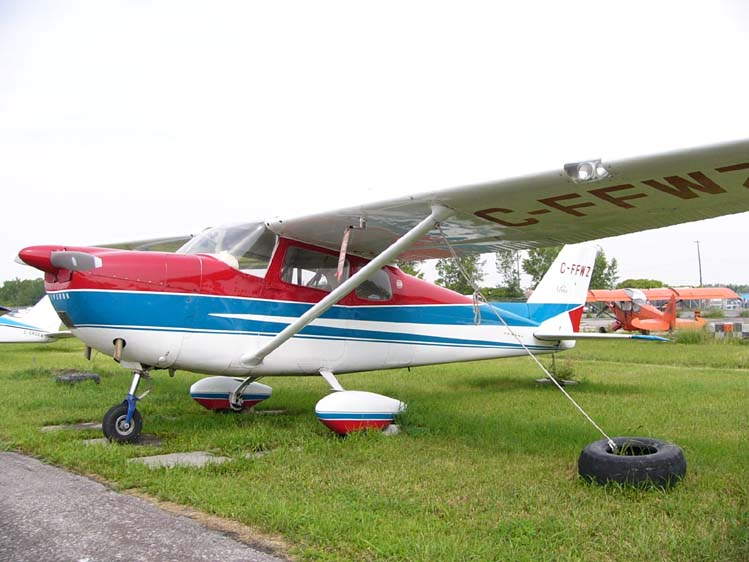
Cessna 175

Molte delle varianti del Cessna 172 di fatto presentano le caratteristiche del 175 come la versione militare Cessna T-41 Mescalero.
175 Skylark
Modello base, dotato di un motore Continental GO-300A oppure GO-300C da 175 hp, certificato il 14 gennaio del 1958.
175A Skylark
Versione molto simile al modello base se non per la possibilità dell'applicazione del motore GO-300D, certificata il 28 agosto 1959.
175B Skylark
I motori sono gli stessi del 175A, la versione idrovolante pesa 1 111 kg mentre la versione normale pesa circa 1 000 kg, certificato il 14 giugno 1960
175C Skylark
versione equipaggiata con un Continental GO-300E da 175 hp (130 kW) abbinato ad un'elica a velocità costante, peso carico 1 111 kg (2 450 lb), certificata il 18 settembre 1961